# Sint-Annakapel (Meerbeke)
De Sint-Annakapel, ook Heilige Moeder Annakapel genaamd, is een kapel in de tot de Oost-Vlaamse gemeente Ninove behorende plaats Meerbeke, gelegen aan de Kapellestraat.

## Beschrijving

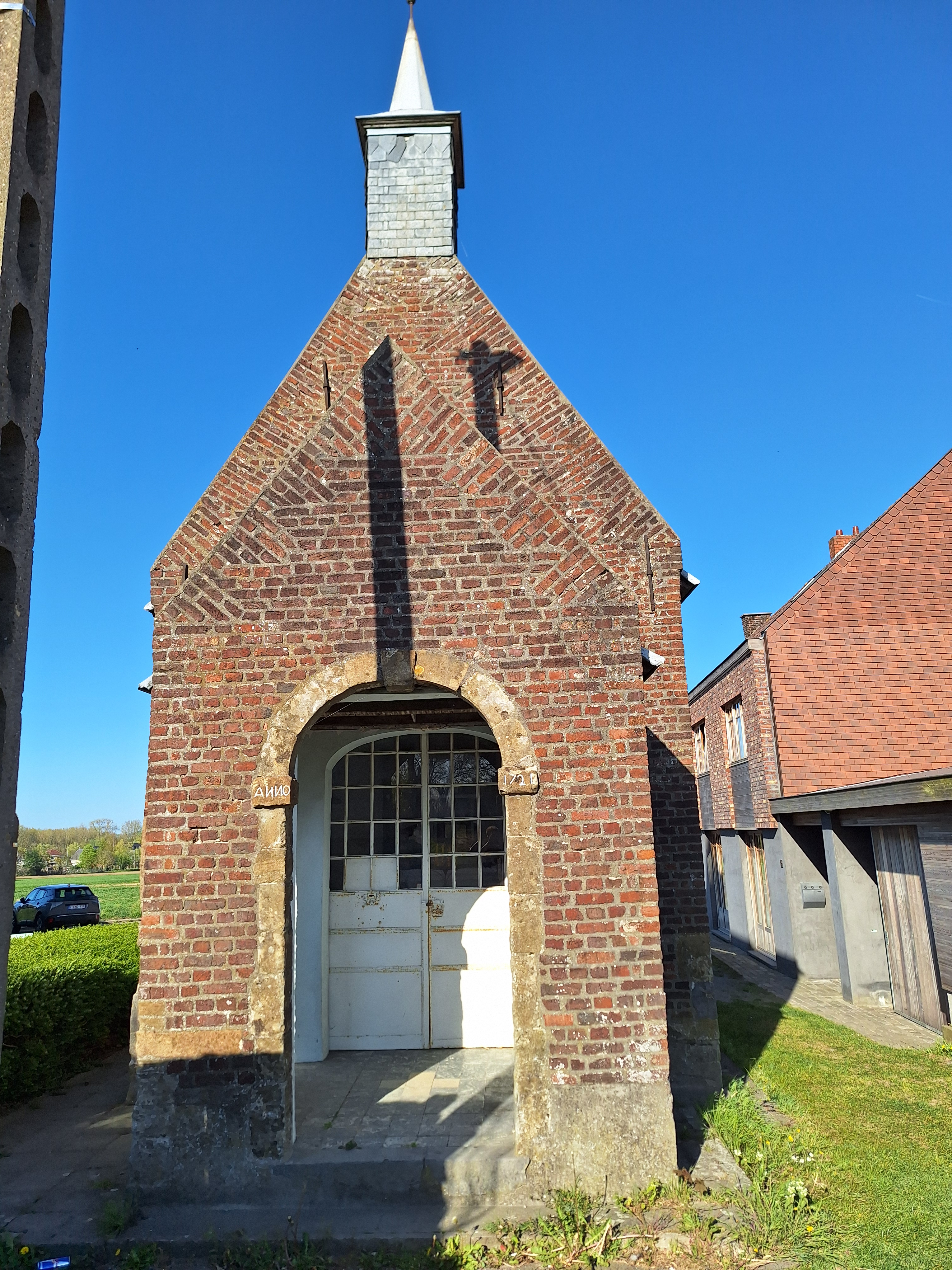
Voorkant en ingang van de kapel

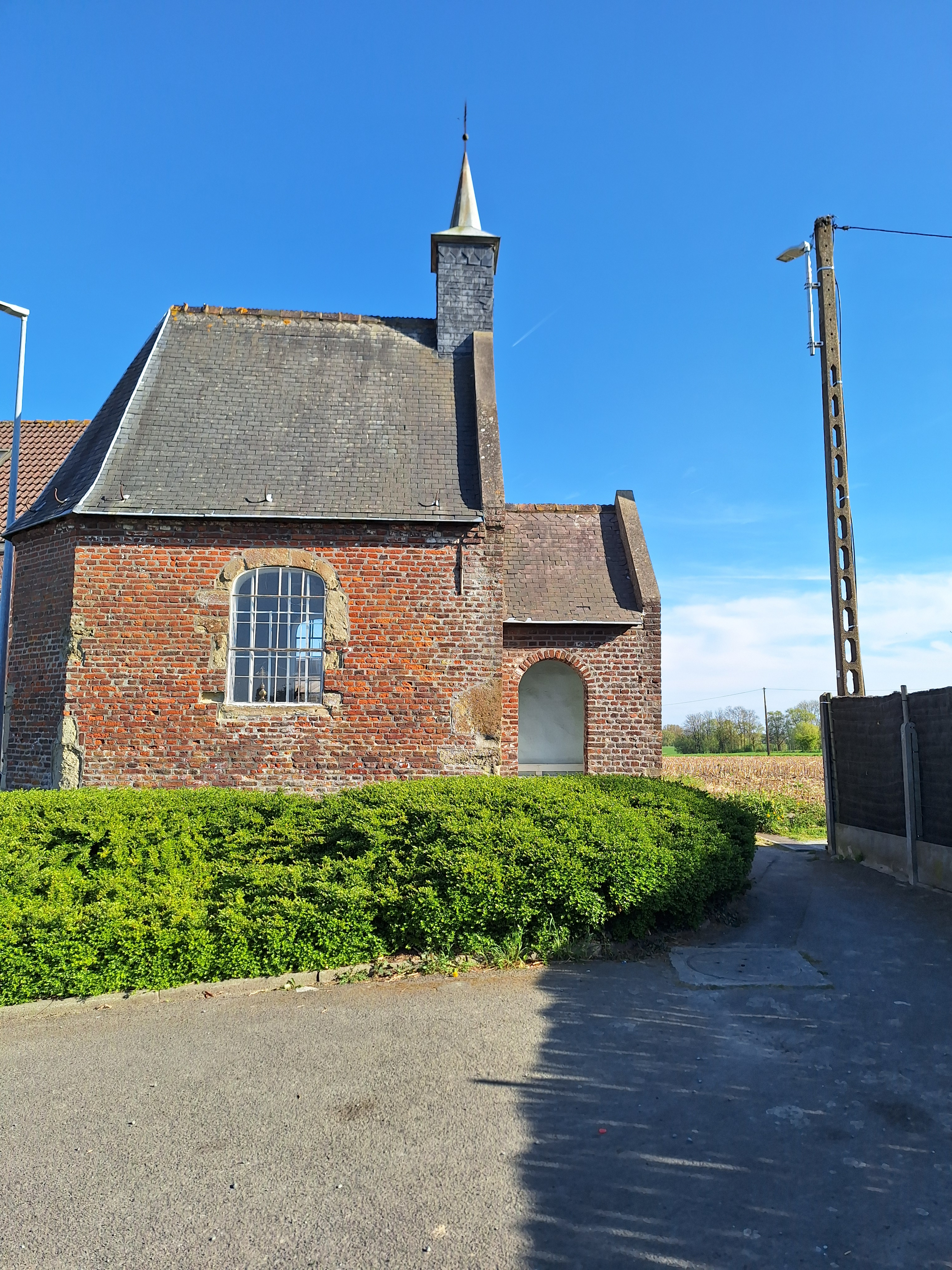
Kapel bekeken vanaf de straatkant

De kapel werd omstreeks 1775 gebouwd en werd uitgevoerd in baksteen met gebruik van zandsteen.
De kapel wordt betreden via een rondboogdeur in een voorgebouwd portaal. De kapel heeft korfboogvensters en bezit een classicistisch altaar. De puntgevel van de kapel wordt bekroond door een dakruiter.